# Теодор Тодоров (офицер)
Вижте пояснителната страница за други личности с името Теодор Тодоров.
Теодор Иванов Тодоров е български офицер, бригаден генерал.

## Биография
Роден е на 6 февруари 1975 г. в град Велико Търново. Завършва специалност „Свързочни войски – радио
и радиорелейни средства за свръзка“ във Висшето военно общовойсково училище „Васил Левски“ през 1998 г. Започва да служи като командир на свързочен взвод в поделението в Горна Малина (62 свързочна бригада) от 1998 до 2002 г. През 2003 и 2004 г. е на две мисии в Афганистан, където е началник на комуникационно-информационен възел в Кабул. През 2006 г. е на същата позиция в Ирак. Между 2006 и 2007 г. е заместник-командир на рота, той и командир на взвод. От 2007 до 2008 г. е началник на тактически оперативен център и КИВ в Кандахар, Афганистан. Между 2008 и 2009 г. е командир на рота в 62-ра свързочна бригада. През 2009 г. отново е на мисия в Кандахар като инструктор по комуникации. След завръщането си през 2009 г. отново е командир на рота в бригадата.
В периода 2010 – 2012 г. учи организация и управление на комуникационните системи във Военната академия „Г. С. Раковски“. Между 2012 и 2016 г. е командир на Националният мобилен модул по КИС на НАТО. През 2016 г. е назначен за командир на група за КИП в Афганистан. След завръщането си отново е командир на Националния мобилен модул. В периода 2016 – 2021 г. е главен експерт в отдел „Комуникационни мрежи и системи“ в Дирекция „Комуникационни и информационни системи“, Щаба на отбраната. От 2021 до 2023 г. е командир на мобилна КИС (формирование 28860). От 2023 до 2024 г. учи Стратегическо ръководство на отбраната и ВС във Военната академия в София. На 20 август 2024 г. е назначен за командир на Командване за комуникационно-информационна поддръжка и киберотбрана, считано от 28 август 2024 г., и удостоен с висше офицерско звание „бригаден генерал“, считано от 1 октомври 2024 г.

## Образование
- Техникум по електроника „Александър Степанович Попов“, специалност „Електронна техника“ (до 1993)
- Висше военно общовойсково училище „Васил Левски“ (до 1998), специалност „Свързочни войски – радио и радиорелейни средства за свръзка“
- Военна академия „Г. С. Раковски“ (2010 – 2012), специалност Организация и управление на КИС в ОТФ
- Военна академия „Г. С. Раковски“ (2023 – 2024), Стратегическо ръководство на отбраната и ВС

## Военни звания
- Лейтенант (1998)
- Старши лейтенант (2000)
- Капитан (2008)
- Майор (2012)
- Подполковник (2016)
- Полковник (28 септември 2021)
- Бригаден генерал (1 октомври 2024)